# Ashley Page
Ashley Page, né en août 1956 à Rochester dans le comté de Kent, est un danseur et chorégraphe britannique, directeur artistique du Scottish Ballet pendant 10 ans.
Page entraîne la Royal Ballet School et rejoint le Royal Ballet en 1976. Il y travaille en étroite collaboration avec Frederick Ashton et Kenneth MacMillan et crée de nombreux rôles dans leurs nouveaux ballets. Il travaille également avec des chorégraphes invités dont Glen Tetley et en  particulier Richard Alston qui devient son mentor en chorégraphie. Il est promu au rang de premier danseur en 1984.
Page est directeur artistique du Scottish Ballet pendant dix ans, de 2002 à 2012,. En août 2012, Christopher Hampson lui succèda à ce poste

## Ballets
- Guide to Strange Places, music by John Adams (2012)